# Johann Näher

Nationalrat Johann Näher

Johann Näher (* 29. April 1854 in Müllheim; † 30. März 1936 in Biel, katholisch, christkatholisch beerdigt, heimatberechtigt in Müllheim) war ein Schweizer Politiker (SP).

## Leben
Johann Näher kam am 29. April 1854 in Müllheim als Sohn des Maurers Johannes Näher und der Elisabetha geborene Hagenbüchli zur Welt. Näher absolvierte eine Lehre als Schriftsetzer in Romanshorn. In der Folge war er in seinem erlernten Beruf zunächst in Olten, Grenchen sowie Burgdorf und schliesslich von 1875 bis 1922 in Biel tätig.
Johann Näher heiratete im Jahr 1879 Crescentia, die Tochter des Fridolin Strittmatter. Er verstarb am 30. März 1936 einen Monat vor Vollendung seines 82. Lebensjahres in Biel.

## Politischer Werdegang
Zu Beginn seiner politischen Karriere wurde Johann Näher, Mitglied der Sozialdemokratischen Partei, 1893 in den Bieler Stadtrat gewählt, in dem er bis 1911 vertreten war. Im unmittelbaren Anschluss fungierte er bis 1920 als nebenamtlicher Bieler Gemeinderat. Parallel dazu sass er zwischen 1898 und 1918 im Berner Grossrat. Bei den Parlamentswahlen 1911 gelang ihm der Einzug in den Nationalrat, dem er bis 1917 angehörte. Im Jahr 1911 stand er  der Sozialdemokratischen Partei der Schweiz als Präsident vor.
Zudem war Näher ab 1898 als Sekretär sowie von 1908 bis 1911 als Präsident des schweizerischen Grütlivereins eingesetzt. Johann Näher wirkte massgeblich am Aufbau der Bieler Arbeiterbewegung mit.